# شيري فليتشير
شيري فليتشير (بالإنجليزية: Sherry Fletcher)‏ هي منافسة ألعاب القوى أمريكية، ولدت في 17 يناير 1986 في غرينادا.

## وصلات خارجية
- شيري فليتشير على موقع الاتحاد الدولي لألعاب القوى (الإنجليزية)
- شيري فليتشير على موقع أوليمبيديا (الإنجليزية)